# Егорьево (Смоленская область)
Егорьево — Деревня в Дорогобужском районе Смоленской области России. Входит в состав Михайловского сельского поселения. 
Население — 4 жителя (2007 год). 
Расположена в центральной части области в 4 км к северу от Дорогобужа, в 4 км восточнее автодороги Р137 Сафоново — Рославль, на берегу реки Вычевка. В 17 км севернее от деревни находится железнодорожная станция Дурово на линии Москва-Минск. 

## История
В годы Великой Отечественной войны деревня была оккупирована гитлеровскими войсками в октябре 1941 года, освобождена в сентябре 1943 года.